# 超人女子戦士 ガリベンガーV
『超人女子戦士 ガリベンガーV』（ちょうじんじょしせんし ガリベンガーブイ 英語: GARIBEN GIRL V）は2019年1月18日からテレビ朝日系列で放送されている教養バラエティ番組。

## 概要
バーチャルYouTuber（VTuber）をメインに据えた教養バラエティ番組。放送開始当初のタイトルは、『超人女子とズケ女プレゼンツ 超人女子戦士 ガリベンガーV』（ちょうじんじょしとズケじょプレゼンツ ちょうじんじょしせんし ガリベンガーブイ）であったが、2019年4月5日放送分から「超人女子とズケ女プレゼンツ」の部分が無くなり『超人女子戦士 ガリベンガーV』となっている。
基本企画は「プロの学者（専門家）を招いて、VTuberとトークする」というもので、難問ノックと題した設問もあるため、クイズ番組の一面も持つ。スタッフであるタカマツDは「正直、今はテレビをやってるとあまり思ってない」、媒体による出し方のアレンジはあるものの「YouTubeもテレビも同じ映像コンテンツという捉え方」と番組のテイストを述べている。
2019年8月には豊洲PITにて『超人女子戦士 ガリベンガーV 激突!スーパーヒロイン知能大戦』と題したイベントを行った。同年12月には渋谷MODIにてAR（拡張現実/Augmented Reality）やMR（複合現実/Mixed Reality）をテーマにした展覧会『ガリベンガーV 未来展』を開催。
2021年4月11日から放送時間が日曜 0:05 - 0:30（土曜深夜）に変更され、更に半年後の同年10月10日から放送時間が日曜 0:35 - 1:00（土曜深夜）に変更された。2022年4月8日には放送時間が再び木曜深夜となり、「メディアシティゾーン」枠の番組となった。
2022年10月15日からは放送時間を土曜 18:30 - 18:56に変更し、全国ネットへ昇格するとともに『謎解き戦士!ガリベンガーV』に改題となった。
2022年12月6日にナレーションを担当していた水木一郎が急逝し、今後のナレーション対応は未定となっていたが、現在はコンビを組んでいた三石琴乃のみで対応している。
2023年10月の改編により3度目の木曜深夜帯での放送、関東+数局のローカルセールス枠での放送となる。
2024年10月の改編により「スーパーバラバラ大作戦」3部と「お願い!ランキング presents そだてれび」枠を統合させた木曜 0:15 - 1:20（水曜深夜）の65分枠での放送となり、タイトルも『ガリベンチャーV』に改題となった。統合されたことで第2木曜に『秋山と映画』、第3木曜に『ホリケンのみんなともだち』が枠内で放送されている。

## スタッフ

### ガリベンチャーV
- CEO：小峠英二（バイきんぐ）
- VTuber社員：電脳少女シロ
- 社員：錦鯉（長谷川雅紀／渡辺隆）
- 秘書：渡辺瑠海（テレビ朝日アナウンサー）
- シニアスタッフ：ラッシャー板前
- ナレーション：三石琴乃【毎週】、浅沼晋太郎（浅沼→2024年10月3日 - ）、水木一郎(【V（ブイ）】)、竹内良太【週替り】
- 構成：樋口卓治、小杉四駆郎、内藤文能、吉川泰生
- TM︰高田格（以前は、技術→一時離脱）
- TD/SW：鈴木英典（以前は、伝送）、高橋広（以前は、SW→一時離脱、CAM兼務あり）、古川雅之（以前は、TD）【週替り】
- VE：樋口優介【毎週】、小川博、木村朋宏、東那美、中村凌【週替り】
- カメラ：保泉達也、山口秀太、吉田千明【週替り】
- 照明：佐久間浩一、松崎宏江【週替り】
- 音声：関文彦（以前は、伝送）、江頭儀浩、山本美奈子（以前は、照明）【週替り】
- 美術：吉村純子（以前は、美術進行）
- デザイン：竹山陽菜
- 美術進行：木滝亜優
- スタイリスト：中原正登
- 小道具：門間誠
- メイク：川口カツラ店
- 音効：吉田比呂樹、伊藤美寿々
- TK：満松美弥子
- 編集：和田智昭、川内喜介
- MA：水津一博
- 編成：高橋佑輔、北見駿也（テレビ朝日）
- 宣伝：石田京子（テレビ朝日）
- 美術協力：テレビ朝日クリエイト
- 音楽協力：テレビ朝日ミュージック
- 撮影協力：.LIVE
- 制作協力：macaron Labo.、ホリプロ
- 制作進行：今泰之（以前は、アシスタントプロデューサー）
- アシスタントディレクター：小谷龍輝、岡村帆乃、平井亮太【毎週】、土屋雄聖、石塚亘【週替り】
- アシスタントプロデューサー：小嶋悠介（ホールマン）、乙井良太（一時離脱→復帰）、大川歩美（以前は、アシスタントディレクター）
- ディレクター：ふくち剛、田村海、高松千泰、小名大輝、徳田勇一、石永遊、伊藤彰宏
- チーフディレクター：木津優、林大貴、遠藤清明（遠藤→以前は、制作スタッフ→ディレクター→チーフディレクター→一時離脱→ディレクター）
- プロデューサー：北村麻美、鈴木雅貴（テレビ朝日）、竹山耕太郎（macaron Labo.）、辰野玲（ホリプロ）、菊地裕衣子（以前は、アシスタントプロデューサー）
- ゼネラルプロデューサー：菅原悠平（テレビ朝日、以前はプロデューサー）
- 制作：テレビ朝日ビジネスソリューション本部 コンテンツ編成局第2制作部
- 制作著作：テレビ朝日

#### 過去のスタッフ
- ナレーション：水木一郎[注釈 1]
- 副音声解説：林輝幸、山上大喜[注釈 2]QuizKnock（鶴崎修功、河村拓哉、高松慶、志賀玲太[注釈 3]）[注釈 4]
- 主題歌
  - OP曲 - 『超人女子戦士 ガリベンガーV[注釈 5]』（作詞 - スギユウタロウ / 作・編曲 - KoTa / 歌 - 水木一郎&電脳少女シロ）
  - 『謎解き戦士ガリベンガーV〜フェニックスVer.〜[9]』（作詞 - スギユウタロウ / 作・編曲 - KoTa / 歌 - 水木一郎&堀江美都子）
  - ED曲 - 『ハダシの砂浜[注釈 6]』（作詞 - スギユウタロウ / 作・編曲 - KoTa / 歌 - 水木一郎&電脳少女シロ）
- カメラ：佐相誠、小林咲希、蝦名岳文、大澤玲菜
- VE：柳澤満、駒井譲
- 美術：小山晃弘
- デザイン：森崎愛実（以前は、美術）
- 美術進行：仲田幸正、清水基恵
- 大道具：木村朔也、永田好古
- 小道具：石川将太、藤井知香
- MA：中村豪人
- CG：崔美季、筒井嘉範、河邉裕大、寺井竜輔
- オープニング：桑原秀夫
- 編成：西岡佐知子、山本文隆、新谷拓也、大松宏樹、柳井寛史、小宮立千、北田暢子、泉良樹、沢登孝介、米川宝、安部旭紘（テレビ朝日）
- アシスタントディレクター：風間麻由、岡澤真人、新井彩桜
- 技術協力：テイクシステムズ
- ディレクター：関根健二、志田藤翔
- チーフディレクター：立花龍介（以前は、アシスタントディレクター）
- プロデューサー：大沢解都、加藤卓也、荻野健太郎（テレビ朝日）
- ゼネラルプロデューサー：樋口圭介、久保信広、丹羽敦子（テレビ朝日）
- 制作：TiesBrick

## 放送リスト
前身の『超人女子とズケ女プレゼンツ 超人女子戦士 ガリベンガーV』で放送された回も掲載する。

### 『超人女子戦士 ガリベンガーV』
「ガリベンガーV」の列には、レギュラーでかつガリベンガーV1号を務める電脳少女シロ以外のVTuber2名を表記（上から同2号、同3号を担当したVTuberの順。スペシャルでは各部の左から同2号、同3号を担当したVTuberの順）。

#### 2019年
| 話数   | 放送日   | サブタイトル                                                                                      | 講師                                                                      | ガリベンガーV                                                     | 備考 |
| ------ | -------- | ------------------------------------------------------------------------------------------------- | ------------------------------------------------------------------------- | ----------------------------------------------------------------- | --- |
| 第1話  | 1月17日  | エベレストの謎を 解明せよ!                                                                        | 長沼毅（広島大学教授）                                                    | ヤマトイオリ 神楽すず                                             | |
| 第2話  | 1月24日  | オーロラの謎を解明せよ!                                                                           | 長沼毅（広島大学教授）                                                    | 猫乃木もち 八重沢なとり                                           | 翌週1月31日は『無料屋』の放送のため休止                                                                          |
| 第3話  | 2月7日   | 手汗の謎を解明せよ!                                                                               | 長沼毅（広島大学教授）                                                    | もこ田めめめ 木曽あずき                                           | |
| 第4話  | 2月14日  | ハトの謎を解明せよ!                                                                               | 長沼毅（広島大学教授）                                                    | 夜桜たま 北上双葉                                                 | |
| 第5話  | 2月21日  | 耳くその謎を解明せよ!                                                                             | 長沼毅（広島大学教授）                                                    | 牛巻りこ 金剛いろは                                               | 翌週2月28日は『無料屋』の放送のため休止                                                                          |
| 第6話  | 3月7日   | ペンギンの謎を解明せよ!                                                                           | 長沼毅（広島大学教授）                                                    | 花京院ちえり カルロ・ピノ                                         | |
| 第7話  | 3月14日  | 竹の謎を解明せよ!                                                                                 | 田中修（甲南大学教授）                                                    | 探偵オレンジ（声 - 弘中綾香） 神楽すず                            | 『お願い!ランキング』との連動                                                                                    |
| 第8話  | 3月21日  | 歴史の謎を解明せよ!                                                                               | 浮世博史（西大和学園中学校・高等学校教諭）                                | 花京院ちえり ヤマトイオリ                                         | |
| 番外編 | 3月28日  | 傑作選                                                                                            | 傑作選                                                                    | 傑作選                                                            | 第5話の再放送+4月6日放送の特番宣伝VTR                                                                            |
| 第9話  | 4月4日   | 人体の謎を解明せよ!                                                                               | 樋口桂（文京学院大学教授）                                                | 夜桜たま もこ田めめめ                                             | この話からタイトルが「超人女子戦士 ガリベンガーV」に改名                                                         |
| 特別編 | 4月6日   | 超人女子戦士 ガリベンガーV スペシャル 1時限目：人類最大の悩み!体臭SP 2時限目：地球最大の謎!天気SP | 関根嘉香（1時限目講師・東海大学教授） 岩槻秀明（2時限目講師・気象予報士） | 1時限目：猫宮ひなた、ミライアカリ 2時限目：月ノ美兎、ヤマトイオリ | 23:15 - 翌0:05の放送                                                                                             |
| 第10話 | 4月11日  | 地球最大の謎! 天気SP延長戦                                                                        | 岩槻秀明（気象予報士）                                                    | 月ノ美兎 ヤマトイオリ                                             | 4月6日に放送した特番の2時限目未公開SP                                                                            |
| 第11話 | 4月18日  | 深海の謎を解明せよ!                                                                               | 長沼毅（広島大学教授）                                                    | 北上双葉 甲賀流忍者!ぽんぽこ ピーナッツくん（スタジオ観覧）       | 翌週4月25日は『無料屋』の放送のため休止                                                                          |
| 第12話 | 5月2日   | 恋愛の謎を解明せよ!                                                                               | 森川友義（早稲田大学教授）                                                | ときのそら 金剛いろは                                             | |
| 第13話 | 5月9日   | 貝の謎を解明せよ!                                                                                 | 黒住耐二（千葉県立中央博物館研究員）                                      | 富士葵 猫乃木もち                                                 | |
| 第14話 | 5月16日  | 睡眠の謎を解明せよ!                                                                               | 村田朗（御茶ノ水呼吸ケアクリニック院長）                                  | 八重沢なとり 名取さな                                             | |
| 第15話 | 5月23日  | 宇宙の謎を解明せよ!                                                                               | 山岡均（総合研究大学院大学教授）                                          | 牛巻りこ ヤマトイオリ                                             | 翌週5月30日は『無料屋』の放送のため休止                                                                          |
| 第16話 | 6月6日   | 武器の謎を解明せよ!                                                                               | 浮世博史（西大和学園中学校・高等学校教諭）                                | カルロ・ピノ 木曽あずき                                           | |
| 第17話 | 6月13日  | おしっこの謎を解明せよ!                                                                           | 樋口桂（文京学院大学教授）                                                | 富士葵 夜桜たま                                                   | |
| 第18話 | 6月20日  | 東京湾アクアラインの謎を解明せよ!                                                                 | 赤池学（ユニバーサルデザイン総合研究所所長）                              | メリーミルク もこ田めめめ                                         | 翌週6月27日は『無料屋』の放送のため休止                                                                          |
| 第19話 | 7月4日   | 遊郭の謎を解明せよ!                                                                               | 安原眞琴（日本文学研究者）                                                | ヒメヒナ（2号：田中ヒメ 3号：鈴木ヒナ）                           | |
| 第20話 | 7月11日  | 戦闘機の謎を解明せよ!                                                                             | 坪田敦史（航空ジャーナリスト）                                            | 八重沢なとり 北上双葉                                             | 7月18日は「全英オープンゴルフ」、7月25日は『無料屋』、8月1日は「全英女子オープンゴルフ」のそれぞれ放送のため休止 |
| 第21話 | 8月8日   | タイタニック号沈没の謎を解明せよ!                                                                 | 庄司邦昭（東京海洋大学教授）                                              | 燦鳥ノム 神楽すず                                                 | |
| 第22話 | 8月15日  | 食虫植物の謎を解明せよ!                                                                           | 長谷部光泰（基礎生物学研究所教授）                                        | 本間ひまわり カルロ・ピノ                                         | |
| 第23話 | 8月22日  | ウナギの謎を解明せよ!                                                                             | 千葉洋明（北里大学准教授）                                                | YuNi 花京院ちえり                                                 | 翌週8月29日は『無料屋』の放送のため休止                                                                          |
| 第24話 | 9月5日   | 体液の謎を解明せよ!                                                                               | 樋口桂（文京学院大学教授）                                                | キミノミヤ メリーミルク                                           | |
| 第25話 | 9月12日  | サメの謎を解明せよ!                                                                               | 沼口麻子（シャークジャーナリスト）                                        | ピンキーポップヘップバーン 北上双葉                               | |
| 第26話 | 9月19日  | 筋肉の謎を解明せよ!                                                                               | 岡田隆（骨格筋評論家）                                                    | 斗和キセキ 夜桜たま                                               | 翌週9月26日は『無料屋』の放送のため休止                                                                          |
| 第27話 | 10月3日  | 筋肉の謎を解明せよ! 延長戦                                                                        | 岡田隆（骨格筋評論家）                                                    | 斗和キセキ 夜桜たま                                               | 翌週10月10日は「世界体操女子個人総合決勝」の中継のため休止                                                       |
| 第28話 | 10月17日 | プラナリアの謎を 解明せよ!                                                                        | 阿形清和（基礎生物学研究所所長）                                          | 花鋏キョウ 猫乃木もち                                             | |
| 第29話 | 10月24日 | 鉱物の謎を解明せよ!                                                                               | 磯部敏雄（鉱物研究家）                                                    | 天神子兎音 もこ田めめめ                                           | 翌週10月31日は『アベマの時間』の放送のため休止                                                                   |
| 第30話 | 11月7日  | マツタケの謎を解明せよ!                                                                           | 吉村文彦（元岩泉まつたけ研究所所長）                                      | 犬山たまき 八重沢なとり                                           | |
| 第31話 | 11月14日 | クラゲの謎を解明せよ!                                                                             | 奥泉和也（鶴岡市立加茂水族館館長）                                        | カルロ・ピノ 花京院ちえり                                         | |
| 第32話 | 11月21日 | 宇宙の謎を解明せよ!2                                                                              | 山岡均（総合研究大学院大学教授）                                          | ヤマトイオリ 神楽すず                                             | 翌週11月28日は『無料屋』の放送のため休止                                                                         |
| 第33話 | 12月5日  | 忍者の謎を解明せよ!                                                                               | 山田雄司（三重大学教授）                                                  | 八重沢なとり もこ田めめめ                                         | |
| 第34話 | 12月12日 | 仏像の謎を解明せよ!                                                                               | 村松哲文（駒澤大学教授）                                                  | 花京院ちえり 神楽すず                                             | 翌週12月19日は『無料屋』の放送のため休止                                                                         |
| 番外編 | 12月25日 | 傑作選                                                                                            | 傑作選                                                                    | 傑作選                                                            | 第12・21話の再放送+重大発表（1:35 - 2:30の放送）                                                                 |

#### 2020年
| 話数   | 放送日   | サブタイトル                      | 講師                                                                     | ガリベンガーV                                      | 備考                                    |
| ------ | -------- | --------------------------------- | ------------------------------------------------------------------------ | -------------------------------------------------- | --------------------------------------- |
| 第35話 | 1月9日   | アリの謎を解明せよ!               | 辻和希（琉球大学教授）                                                   | カルロ・ピノ 八重沢なとり                          |                                         |
| 第36話 | 1月16日  | 体毛の謎を解明せよ!               | 蘇原しのぶ（しのぶ皮膚科院長）                                           | ヤマトイオリ もこ田めめめ                          |                                         |
| 第37話 | 1月23日  | ウサギの謎を解明せよ!             | 山田文雄（森林総合研究所客員研究員）                                     | 富士葵 金剛いろは                                  | 翌週1月30日は『無料屋』の放送のため休止 |
| 第38話 | 2月6日   | 石油の謎を解明せよ!               | 甘蔗寂樹（東京大学大学院准教授）                                         | 名取さな もこ田めめめ                              |                                         |
| 第39話 | 2月13日  | アメリカ大統領選挙の謎を解明せよ! | 海野素央（明治大学教授）                                                 | 水木一郎（ゲストガリベンガー） エトラ ヤマトイオリ |                                         |
| 第40話 | 2月20日  | カラスの謎を解明せよ!             | 樋口広芳（東京大学名誉教授）                                             | 富士葵 カルロ・ピノ                                | 翌週2月27日は『無料屋』の放送のため休止 |
| 第41話 | 3月5日   | イカの謎を解明せよ!               | 窪寺恒己（国立科学博物館 名誉研究員）                                    | 神楽すず 八重沢なとり                              |                                         |
| 第42話 | 3月12日  | 人間の骨の謎を解明せよ!           | 樋口桂（文京学院大学教授）                                               | 天神子兎音 花京院ちえり                            |                                         |
| 第43話 | 3月19日  | ガラパゴス諸島の謎を解明せよ!     | 長沼毅（広島大学教授）                                                   | 燦鳥ノム 北上双葉                                  | 翌週3月26日は『無料屋』の放送のため休止 |
| 第44話 | 4月3日   | ゾンビの謎を解明せよ!             | 岡本健（近畿大学准教授）                                                 | 周防パトラ 花京院ちえり                            |                                         |
| 第45話 | 4月10日  | VRの謎を解明せよ!                 | 鳴海拓志（東京大学准教授）                                               | 斗和キセキ カルロ・ピノ                            |                                         |
| 第46話 | 4月17日  | いま、日本のことを学ぼうSP        | 村松哲文（駒沢大学教授） 山田雄司（三重大学教授）                        | 八重沢なとり もこ田めめめ 花京院ちえり 神楽すず    | 第33・34話の未公開SP                    |
| 第47話 | 4月24日  | 身近な生き物を学ぼうSP            | 樋口広芳（東京大学名誉教授） 山田文雄（森林総合研究所 客員研究員）       | カルロ・ピノ 富士葵 金剛いろは                     | 第37・40話の未公開SP                    |
| 第48話 | 5月8日   | Vtuber歌姫SP第1夜                 | 電脳少女シロ                                                             | もこ田めめめ ときのそら ヒメヒナ                   | リモート収録、ライブ映像視聴            |
| 第49話 | 5月15日  | Vtuber歌姫SP第2夜                 | 電脳少女シロ                                                             | 天神子兎音 燦鳥ノム 八重沢なとり 電脳少女シロ      | リモート収録、ライブ映像視聴            |
| 第50話 | 5月22日  | Vtuber歌姫SP最終夜                | 電脳少女シロ                                                             | 富士葵 樋口楓 静凛 花譜 ホロライブ                 | リモート収録、ライブ映像視聴            |
| 第51話 | 6月5日   | クラゲの謎を解明せよ!             | 奥泉和也（鶴岡市立加茂水族館館長）                                       | 電脳少女シロ カルロ・ピノ                          | リモート収録、ガリベンラボ探訪          |
| 第52話 | 6月12日  | 食虫植物の謎を解明せよ!           | 長谷部光泰（基礎生物学研究所教授）                                       | 電脳少女シロ ヤマトイオリ                          | リモート収録、ガリベンラボ探訪          |
| 第53話 | 6月19日  | ガリベンラジオ&#英二と歌おう      | 長沼毅（広島大学教授） 樋口桂（文京学院大学教授） 岡田隆（骨格筋評論家） | ブイ子                                             | リモート収録                            |
| 第54話 | 7月3日   | アメンボの謎を解明せよ!           | 岩槻秀明（気象予報士）                                                   | 天神子兎音 カルロ・ピノ                            |                                         |
| 第55話 | 7月10日  | 教官絶体絶命!?わぴちゃん大暴れ    | 岩槻秀明（気象予報士）                                                   | 天神子兎音 カルロ・ピノ                            | 第54話延長戦、秘蔵映像SP                |
| 第56話 | 7月17日  | 星の謎を解明せよ!                 | 山岡均（国立天文台准教授）                                               | 御伽原江良 燦鳥ノム                                |                                         |
| 第57話 | 7月24日  | 新星オトギバラ爆誕!?の巻          | 山岡均（国立天文台准教授）                                               | 御伽原江良 燦鳥ノム                                | 第56話延長戦、秘蔵映像SP                |
| 第58話 | 8月7日   | 怪談の謎を解明せよ!               | 安原眞琴（立教大学兼任講師）                                             | 周防パトラ 花京院ちえり                            |                                         |
| 第59話 | 8月14日  | カレーの謎を解明せよ!             | 井上岳久（カレー総合研究所代表取締役）                                   | 燦鳥ノム ヤマトイオリ                              |                                         |
| 第60話 | 9月4日   | 体臭の謎を解明せよ!               | 関根嘉香（東海大学教授）                                                 | 名取さな 八重沢なとり                              |                                         |
| 第61話 | 9月11日  | おにぎりの謎を解明せよ!           | 高橋健（横浜ユーラシア文化館主任学芸員）                                 | 夏色まつり 犬山たまき                              |                                         |
| 第62話 | 9月18日  | 七福神の謎を解明せよ!             | 村松哲文（駒澤大学仏教学部教授）                                         | 富士葵 神楽すず                                    |                                         |
| 第63話 | 10月2日  | からだの悩みを解明せよ!           | 岡田隆（日本体育大学准教授）                                             | 癒月ちょこ もこ田めめめ                            |                                         |
| 第64話 | 10月9日  | バズーカ岡田のからだの悩みSP      | 岡田隆（日本体育大学准教授）                                             | 癒月ちょこ もこ田めめめ                            | 第63話の延長戦                          |
| 第65話 | 10月16日 | 身近な体の謎を解明せよ!           | 樋口桂（文教学院大学教授）                                               | もこ田めめめ 北上双葉                              |                                         |
| 第66話 | 10月23日 | 秋の未公開シーン大放出SP          | 井上岳久（カレー総合研究所代表取締役） 関根嘉香（東海大学教授）          | 燦鳥ノム ヤマトイオリ 名取さな 八重沢なとり        | 第59・60話の未公開SP                    |
| 第67話 | 11月6日  | 海賊の謎を解明せよ!               | 桃井治郎（清泉女子大学准教授）                                           | アルス・アルマル 周防パトラ                        |                                         |
| 第68話 | 11月13日 | テントウムシの謎を解明せよ!       | 岩槻秀明（気象予報士）                                                   | 音霊魂子 花京院ちえり                              |                                         |
| 第69話 | 11月20日 | テントウムシ&海賊延長戦SP         | 岩槻秀明（気象予報士） 桃井治郎（清泉女子大学准教授）                    | 音霊魂子 花京院ちえり アルス・アルマル 周防パトラ  | 第67・68話の未公開SP                    |
| 第70話 | 12月4日  | パクチーの謎を解明せよ!           | 渡邉泰雄（横浜薬科大学総合研究メディカルセンター長）                     | 萌実 燦鳥ノム                                      |                                         |
| 第71話 | 12月11日 | 地獄の謎を解明せよ!               | 村松哲文（駒沢大学仏教学部教授）                                         | 因幡はねる メリーミルク                            |                                         |
| 第72話 | 12月18日 | 小峠教官絶句!?地獄SP延長戦        | 村松哲文（駒沢大学仏教学部教授）                                         | 因幡はねる メリーミルク                            | 第71話の未公開SP                        |

#### 2021年
| 話数    | 放送日   | サブタイトル                                  | 講師                                                              | ガリベンガーV                                       | 備考                                              |
| ------- | -------- | --------------------------------------------- | ----------------------------------------------------------------- | --------------------------------------------------- | ------------------------------------------------- |
| 第73話  | 1月8日   | メイドの謎を解明せよ!                         | 新井潤美（東京大学文学部教授）                                    | 樋口楓 ヤマトイオリ                                 | この回よりQuizKnockライターによる副音声解説が開始 |
| 第74話  | 1月15日  | バレエの謎を解明せよ!                         | 市瀬陽子（聖徳大学音楽学部准教授）                                | 天神子兎音 星街すいせい                             |                                                   |
| 第75話  | 1月22日  | 茶屋娘の謎を解明せよ!                         | 安原眞琴（立教大学兼任講師）                                      | 葉加瀬冬雪 花京院ちえり                             |                                                   |
| 第76話  | 2月5日   | 和牛の謎を解明せよ!                           | 岩田尚孝（東京農業大学教授）                                      | アキ・ローゼンタール 神楽すず                       |                                                   |
| 第77話  | 2月12日  | プラスチックの謎を解明せよ!                   | 木原伸浩（神奈川大学理学部教授）                                  | 角巻わため もこ田めめめ                             |                                                   |
| 第78話  | 2月19日  | 西遊記の謎を解明せよ!                         | 吉村誠（駒沢大学教授）                                            | 富士葵 ドーラ                                       |                                                   |
| 第79話  | 3月5日   | 脂肪の謎を解明せよ!                           | 樋口桂（文京学院大学教授）                                        | シスター・クレア 西園寺メアリ                       |                                                   |
| 第80話  | 3月12日  | クモの謎を解明せよ!                           | 小野展嗣（国立科学博物館名誉研究員）                              | 飛鮫ナミ カルロ・ピノ                               |                                                   |
| 第81話  | 3月19日  | 巻貝の謎を解明せよ!                           | 黒住耐二（千葉県立中央博物館研究員）                              | 花京院ちえり LIZ                                    | 金曜（木曜深夜）時代最後の放送                    |
| 第82話  | 4月10日  | 仏具の謎を解明せよ!                           | 村松哲文（駒沢大学仏教学部教授）                                  | 健屋花那 因幡はねる                                 | 日曜（土曜深夜）時代最初の放送                    |
| 第83話  | 4月17日  | 早押しクイズの謎を解明せよ!                   | 山上大喜（QuizKnock）                                             | リゼ・ヘルエスタ 名取さな                           |                                                   |
| 第84話  | 4月24日  | 早押しクイズの謎を解明せよ! 延長戦            | 山上大喜（QuizKnock）                                             | リゼ・ヘルエスタ 名取さな                           |                                                   |
| 第85話  | 5月8日   | 出汁の謎を解明せよ!                           | 長谷川弓子（聖徳大学短期大学部准教授）                            | おめがシスターズ（2号：おめがレイ 3号：おめがリオ） |                                                   |
| 第86話  | 5月15日  | 数字の0の謎を解明せよ!                        | 辻順平（東洋大学情報連携学部助教）                                | 朝ノ瑠璃 ヤマトイオリ                               |                                                   |
| 第87話  | 5月22日  | 電池の謎を解明せよ!                           | 是津信行（信州大学教授）                                          | える 天神子兎音                                     |                                                   |
| 第88話  | 6月5日   | 赤ちゃんの謎を解明せよ!                       | 深津さよこ（聖徳大学児童学部専任講師）                            | 神楽めあ もこ田めめめ                               |                                                   |
| 第89話  | 6月12日  | ウニの謎を解明せよ!                           | 日野晶也（神奈川大学名誉教授）                                    | 鈴鳴すばる 花京院ちえり                             |                                                   |
| 第90話  | 6月19日  | トイレの謎を解明せよ!                         | 白倉正子（日本トイレ協会）                                        | ロボ子さん ミライアカリ                             |                                                   |
| 第91話  | 7月3日   | チョウの謎を解明せよ!                         | わぴちゃん                                                        | 戌亥とこ 風見くく                                   |                                                   |
| 第92話  | 7月10日  | 特別企画!「最新ゲームを体験せよ!」            | 電脳少女シロ（特別講師）                                          |                                                     |                                                   |
| 第93話  | 8月7日   | 極楽浄土の謎を解明せよ!                       | 村松哲文（駒澤大学仏教学部教授）                                  | 星川サラ 銀河アリス                                 |                                                   |
| 番外編  | 8月14日  | 傑作選                                        | 傑作選                                                            | 傑作選                                              | 第92話の再放送                                    |
| 第94話  | 8月28日  | 多肉植物の謎を解明せよ!                       | 橋詰二三夫（進化生物学研究所）                                    | 鈴鹿詩子 カルロ・ピノ                               |                                                   |
| 第95話  | 9月4日   | ダイヤモンドの謎を解明せよ!                   | 門馬綱一（国立科学博物館地学研究部）                              | 愛園愛美 神楽すず                                   |                                                   |
| 第96話  | 9月11日  | パンダの謎を解明せよ!                         | 土居利光（日本パンダ保護協会会長）                                | 猫又おかゆ 椎名唯華                                 |                                                   |
| 第97話  | 9月18日  | ブラジャーの謎を解明せよ!                     | 西沢桂子（ブラジャー研究家）                                      | ケープペンギン 夏色まつり                           |                                                   |
| 第98話  | 9月25日  | 秋の未公開シーン大放出SP                      | 橋詰二三夫（進化生物学研究所） 土居利光（日本パンダ保護協会会長） | 鈴鹿詩子 カルロ・ピノ 猫又おかゆ 椎名唯華           | 第94・96話の未公開SP                              |
| 第99話  | 10月9日  | 特別企画!「レトロゲームを遊びつくせ!」        | 高橋名人                                                          | 舞元啓介                                            | 放送時間変更後最初の放送                          |
| 第100話 | 10月16日 | 特別企画!「レトロゲームを遊びつくせ!」 延長戦 | 高橋名人                                                          | 舞元啓介                                            |                                                   |
| 第101話 | 10月23日 | 戦闘機の謎を解明せよ!                         | 坪田敦史（航空ジャーナリスト）                                    | シマハイイロギツネ 白上フブキ                       | 第20話のリバイバル版                              |
| 第102話 | 11月6日  | 特別企画!「ミニ四駆を遊びつくせ!」            | 山崎実（ミニ四駆研究所FORCE LABOオーナー）                        | 加賀美ハヤト                                        |                                                   |
| 第103話 | 11月13日 | ヨガの謎を解明せよ!                           | 高橋玄朴（筑波大学非常勤講師）                                    | ときのそら 天神子兎音                               |                                                   |
| 第104話 | 11月20日 | ハチの謎を解明せよ!                           | 井手竜也（国立科学博物館研究員）                                  | 獅子王クリス もちひよこ                             |                                                   |
| 第105話 | 12月4日  | 戦場カメラマンの謎を解明せよ!                 | 渡部陽一（戦場カメラマン）                                        | 島村シャルロット ヤマトイオリ                       |                                                   |
| 第106話 | 12月11日 | 戦場カメラマンの謎を解明せよ! 延長戦          | 渡部陽一（戦場カメラマン）                                        | 島村シャルロット ヤマトイオリ                       |                                                   |
| 第107話 | 12月18日 | 特別企画!「パントマイムの謎を解明せよ!」      | HIRO-PON（が〜まるちょば）                                        | 花畑チャイカ                                        |                                                   |

#### 2022年
| 話数    | 放送日  | サブタイトル                                                                   | 講師                                          | ガリベンガーV                                         | 備考 |
| ------- | ------- | ------------------------------------------------------------------------------ | --------------------------------------------- | ----------------------------------------------------- | --- |
| 第108話 | 1月8日  | 小峠教官持ち込み企画! 「人生を変えたマンガ『BLUE GIANT』を語り尽くす!」        | 石塚真一                                      | 白銀ノエル 因幡はねる                                 | |
| 第109話 | 1月22日 | 小峠教官持ち込み企画! 「人生を変えたマンガ『BLUE GIANT』を語り尽くす!」 後半戦 | 石塚真一                                      | 白銀ノエル 因幡はねる                                 | 当初は1月15日に放送予定だったが、トンガ火山噴火による国内の津波関連の緊急ニュースのためこの日に変更となった |
| 第110話 | 2月5日  | ヒューマンビートボックスを体験せよ!                                            | SARUKANI（SO-SO&Kohey）                       | 姫森ルーナ アキ・ローゼンタール                       | |
| 第111話 | 2月12日 | ヒューマンビートボックスを体験せよ!後半戦                                      | SARUKANI（SO-SO&Kohey）                       | 姫森ルーナ アキ・ローゼンタール                       | |
| 第112話 | 2月19日 | 特別企画!「レトロゲームを遊びつくせ!」第2弾                                    | 高橋名人                                      | 尾丸ポルカ でびでび・でびる                           | |
| 第113話 | 3月5日  | 特別企画!「レトロゲームを遊びつくせ!」第2弾後半戦                              | 高橋名人                                      | 尾丸ポルカ でびでび・でびる                           | |
| 第114話 | 3月12日 | 小峠教官大興奮!未公開大放出SP!                                                 | 石塚真一 SARUKANI                             | 白銀ノエル 因幡はねる 姫森ルーナ アキ・ローゼンタール | 第108 - 111話の未公開SP                                                                                     |
| 第115話 | 3月19日 | クマムシの謎を解明せよ!                                                        | 長沼毅（広島大学教授）                        | ヤマトイオリ 花京院ちえり                             | |
| 第116話 | 3月26日 | 特別企画!「野球盤を遊びつくせ!」                                               | 数原修（エポック社ゲーム事業部）              | 柚原いづみ 大浦るかこ                                 | 日曜（土曜深夜）時代最後の放送                                                                              |
| 第117話 | 4月8日  | ウンチ化石の謎を解明せよ!                                                      | 泉賢太郎（千葉大学准教授）                    | 夏色まつり メリーミルク                               | 木曜（金曜深夜）時代復帰後初の放送                                                                          |
| 第118話 | 4月15日 | 特別企画!「モノマネをマスターせよ!」                                           | ホリ                                          | 風見くく 神楽すず                                     | |
| 第119話 | 4月22日 | 特別企画!「モノマネをマスターせよ!」後半戦                                     | ホリ                                          | 風見くく 神楽すず                                     | |
| 第120話 | 4月29日 | 日本刀の謎を解明せよ!                                                          | ポール・マーティン（日本刀専門家）            | ロボ子さん 周防パトラ                                 | |
| 第121話 | 5月6日  | モグラの謎を解明せよ!                                                          | 横畑泰志（富山大学教授）                      | 龍ヶ崎リン カルロ・ピノ                               | |
| 第122話 | 5月13日 | 目の謎を解明せよ!                                                              | 樋口桂（文京学院大学教授）                    | 堰代ミコ ヤマトイオリ                                 | |
| 第123話 | 5月20日 | 古代エジプトの謎を解明せよ!                                                    | 大城道則（駒澤大学教授）                      | 富士葵 花京院ちえり                                   | |
| 第124話 | 5月27日 | クジラの謎を解明せよ!                                                          | 田島木綿子（国立科学博物館研究員）            | 日ノ隈らん カルロ・ピノ                               | |
| 第125話 | 6月3日  | クジラの謎を解明せよ!後半戦                                                    | 田島木綿子（国立科学博物館研究員）            | 日ノ隈らん カルロ・ピノ                               | |
| 第126話 | 6月10日 | 特別企画「UFOキャッチャーをマスターせよ!」                                     | UFO王子                                       | 社築                                                  | |
| 第127話 | 6月17日 | 特別企画「UFOキャッチャーをマスターせよ!」後半戦                               | UFO王子                                       | 社築                                                  | 翌週6月24日は「世界水泳ブダペスト」の中継のため休止                                                         |
| 第128話 | 7月1日  | 湧き水の謎を解明せよ!                                                          | 松山洋（東京都立大学教授）                    | メリーミルク ヤマトイオリ                             | |
| 第129話 | 7月8日  | 発光生物の謎を解明せよ!                                                        | 近江谷克裕（産業技術総合研究所首席研究員）    | 大浦るかこ ヤマトイオリ                               | 翌週7月15日は「全英オープンゴルフ」の中継のため休止                                                         |
| 第130話 | 7月22日 | チョコレートの謎を解明せよ!                                                    | 上野聡（広島大学教授）                        | 癒月ちょこ 柚原いずみ                                 | |
| 第131話 | 7月29日 | バイオミミクリーの謎を解明せよ!                                                | 赤池学（ユニバーサルデザイン 総合研究所所長） | 白雪みしろ 富士葵                                     | 翌週8月5日は「全英女子オープンゴルフ」の中継のため休止                                                      |
| 第132話 | 8月12日 | 歴史の謎を解明せよ!                                                            | 浮世博史（私立西大和学園教諭）                | 春日部つくし ヤマトイオリ                             | 第8話のリバイバル版                                                                                         |
| 第133話 | 8月19日 | カモノハシの謎を解明せよ!                                                      | 浅原正和（愛知学院大学准教授）                | カルロ・ピノ 白雪みしろ                               | 翌週8月26日は「世界バドミントン東京2022」の中継のため休止                                                   |
| 第134話 | 9月2日  | 特別企画「体幹トレーニングをマスターせよ!」                                    | バズーカ岡田（日本体育大学教授）              | 夏色まつり 花京院ちえり                               | |
| 第135話 | 9月9日  | 特別企画「体幹トレーニングをマスターせよ!」後半戦                              | バズーカ岡田（日本体育大学教授）              | 夏色まつり 花京院ちえり                               | |
| 第136話 | 9月16日 | タンカーの謎を解明せよ!                                                        | 南清和（東京海洋大学教授）                    | 因幡はねる ミライアカリ                               | |
| 最終話  | 9月23日 | ビックリマンチョコの謎を解明せよ!                                              | 本原正明（ロッテビックリマンチョコ 企画担当） | カグラナナ 夕刻ロベル                                 | 『超人女子戦士 ガリベンガーV』としての最後の放送                                                            |

### 『謎解き戦士!ガリベンガーV』
ほぼ毎週放送されていた超人女子戦士時代とは対照的に、全国放送時代はかつて同じ時間帯に放送されていた『雑学家族』と同様に特番編成による放送休止が多かった。毎月最終木曜日と年末年始は特番編成のため休止となっていた。

#### 2022年
| 話数  | 放送日   | サブタイトル                                | 講師                                       | ガリベンガーV           | スタジオゲスト                          | 備考                                                                      |
| ----- | -------- | ------------------------------------------- | ------------------------------------------ | ----------------------- | --------------------------------------- | ------------------------------------------------------------------------- |
| 第1話 | 10月15日 | キノコの驚きパワーを 徹底解明SP             | 江口文陽（東京農業大学学長）               | 白上フブキ 黄花はてな   | カズレーザー（メイプル超合金） 菊池桃子 | タイトル改名&全国放送初回                                                 |
| 第2話 | 10月22日 | 腸内環境徹底改善SP                          | 新藏礼子（東京大学定量生命科学研究所教授） | 鷹嶺ルイ 黄花はてな     | 石原良純 菊池桃子                       |                                                                           |
| 第3話 | 10月29日 | 30年で日本はどう変わった? 「1992年」SP      | 泉麻人（コラムニスト）                     | 因幡はねる 黄花はてな   | カズレーザー（メイプル超合金） 山瀬まみ |                                                                           |
| 第4話 | 11月5日  | 30年で日本はどう変わった? 「1992年」SP 後編 | 泉麻人（コラムニスト）                     | 因幡はねる 黄花はてな   | カズレーザー（メイプル超合金） 山瀬まみ | 翌週11月12日は『サンドウィッチマン&芦田愛菜の博士ちゃん』90分SPのため休止 |
| 第5話 | 11月19日 | 秋の味覚!サンマの謎徹底解明SP               | 渡邉一功（漁業情報サービスセンター）       | 花京院ちえり 黄花はてな | カズレーザー（メイプル超合金） 山瀬まみ | 11月26日 - 12月17日までは特番編成のため休止                               |
| 第6話 | 12月24日 | なんて水族館だ!名古屋港水族館SP             | 長沼毅（広島大学教授）                     | カルロ・ピノ 黄花はてな | なし                                    | ナレーションの水木一郎死去後最初の放送は冒頭に追悼の言葉を添えて放送した  |

#### 2023年
| 話数   | 放送日   | サブタイトル                              | 講師                                            | ガリベンガーV                     | 備考                                         |
| ------ | -------- | ----------------------------------------- | ----------------------------------------------- | --------------------------------- | -------------------------------------------- |
| 第7話  | 1月21日  | 生き物たちの生きる術SP 〜名古屋港水族館編 | 長沼毅（広島大学教授）                          | カルロ・ピノ 黄花はてな           |                                              |
| 第8話  | 1月28日  | びっくり巨大重機SP                        | 髙石賢一（重機模型専門店ケンクラフト代表）      | アルランディス 黄花はてな         | 翌週2月4日は『人生の楽園』SPのため休止       |
| 第9話  | 2月11日  | スゴ技重機SP                              | 髙石賢一（重機模型専門店ケンクラフト代表）      | アルランディス 黄花はてな         | 2月18 - 25日は特番編成のため休止             |
| 第10話 | 3月4日   | 動物のヘンな生態SP                        | 大渕希郷（どうぶつ科学コミュニケーター）        | ヤマトイオリ 黄花はてな           | 3月11 - 25日は特番編成のため休止             |
| 第11話 | 4月1日   | 池上彰先生に学ぶ! 北朝鮮のミサイル問題    | 池上彰                                          | 因幡はねる 黄花はてな             | 4月8 - 15日は特番編成のため休止              |
| 第12話 | 4月22日  | 世界のスゴい動物大集合SP                  | 大渕希郷（どうぶつ科学コミュニケーター）        | 神楽すず 黄花はてな               | 翌週4月29日は特番編成のため休止              |
| 第13話 | 5月6日   | 未公開解説SP                              | 大渕希郷（どうぶつ科学コミュニケーター） 池上彰 | 神楽すず 因幡はねる 黄花はてな    | 第11・12話の未公開解説集                     |
| 第14話 | 5月13日  | ワンちゃん猫ちゃんのカワイイ動画大集合SP  | パンク町田（生物行動進化研究センター理事長）    | 鷹宮リオン 夏色まつり             | 5月20日 - 6月3日は特番編成のため休止         |
| 第15話 | 6月10日  | 激闘!アニマルバトルSP                     | パンク町田（生物行動進化研究センター理事長）    | 姫熊りぼん 花京院ちえり           | 6月17日 - 8月26日は特番編成のため休止        |
| 第16話 | 9月2日   | 今が旬!絶品アナゴSP                       | 千葉洋明（北里大学准教授）                      | 黄花はてな                        | 番組初のロケ 事実上全国放送最後の放送        |
| 第17話 | 10月5日  | 漫画家・桂正和SP                          | 桂正和（漫画家）                                | 周防パトラ 因幡はねる             | 木曜深夜移転後最初の放送                     |
| 第18話 | 10月12日 | 漫画家・桂正和SP 延長戦                   | 桂正和（漫画家）                                | 周防パトラ 因幡はねる             |                                              |
| 第19話 | 10月19日 | ウイスキーの謎を徹底解明SP                | 静谷和典（マスター・オブ・ウイスキー）          | 夕刻ロベル ベルモンド・バンデラス | 翌週10月26日は放送なし                       |
| 第20話 | 11月2日  | ベイブレードを遊びつくせ!SP               | 堀川亮（タカラトミー マスターブレーダー）       | 柚原いづみ リクム                 |                                              |
| 第21話 | 11月9日  | 「刃牙シリーズ」を語りつくす!SP           | 板垣恵介（漫画家）                              | 白銀ノエル 夜空メル               |                                              |
| 第22話 | 11月16日 | 「刃牙シリーズ」を語りつくす!SP 延長戦    | 板垣恵介（漫画家）                              | 白銀ノエル 夜空メル               |                                              |
| 第23話 | 11月23日 | レトロゲームを遊びつくせ!SP               | 高橋名人                                        | 湖南みあ 社築                     | 翌週11月30日は『tver asahi』の放送のため休止 |
| 第24話 | 12月7日  | レトロゲームを遊びつくせ!SP 延長戦        | 高橋名人                                        | 湖南みあ 社築                     |                                              |
| 第25話 | 12月14日 | 文房具の謎を解明せよ!                     | きだてたく（文房具ライター）                    | 早瀬走 ヤマトイオリ               |                                              |

#### 2024年
| 話数   | 放送日  | サブタイトル                                | 講師                                                                                 | ガリベンガーV                                                   | 備考 |
| ------ | ------- | ------------------------------------------- | ------------------------------------------------------------------------------------ | --------------------------------------------------------------- | --- |
| 第26話 | 1月11日 | コロコロコミックの謎を解明せよ!             | 二刀流コーマ（小学館コロコロコミック編集部）                                         | 桃鈴ねね 栗駒こまる                                             | |
| 第27話 | 1月18日 | コロコロコミックの謎を解明せよ! 延長戦      | 二刀流コーマ（小学館コロコロコミック編集部）                                         | 桃鈴ねね 栗駒こまる                                             | 翌週1月25日は『あのちゃんねる』の放送のため休止                                                              |
| 第28話 | 2月1日  | 奥深いコーヒーの謎を解明せよ!               | 岩崎泰三（コーヒージャーナリスト）                                                   | シマハイイロギツネ 黄花はてな                                   | |
| 第29話 | 2月8日  | 延長戦&未公開SP                             | 二刀流コーマ（小学館コロコロコミック編集部） 岩崎泰三（コーヒージャーナリスト）      | 桃鈴ねね 栗駒こまる シマハイイロギツネ 黄花はてな               | 第26・27話未公開集と第28話延長戦の2本立て 翌週2月15日は「世界水泳ドーハ2024」の中継のため休止                |
| 第30話 | 2月22日 | レコードの魅力を解明せよ!                   | 炭山アキラ（オーディオライター）                                                     | 茜音カンナ 山黒音玄                                             | 翌週2月29日は『あのちゃんねる』の放送のため休止                                                              |
| 第31話 | 3月7日  | ストリートファイターの魅力を解明せよ!       | 中山貴之（カプコン）                                                                 | 岸堂天真 アルランディス                                         | |
| 第32話 | 3月14日 | ストリートファイターの魅力を解明せよ!延長戦 | 中山貴之（カプコン）                                                                 | 岸堂天真 アルランディス                                         | |
| 第33話 | 3月21日 | ガシャポンの魅力を解明せよ!                 | 田川大志（バンダイ）                                                                 | 我部りえる 因幡はねる                                           | 翌週3月28日は『あのちゃんねる』の放送のため休止                                                              |
| 第34話 | 4月4日  | 味噌の魅力を解明せよ!                       | 岩木みさき（みそ探訪家）                                                             | 石狩あかり 花京院ちえり                                         | |
| 第35話 | 4月11日 | 小峠教官大興奮!未公開大放出SP               | 田川大志（バンダイ） 岩木みさき（みそ探訪家）                                        | 我部りえる 因幡はねる 石狩あかり 花京院ちえり                   | 第33・34話未公開集                                                                                           |
| 第36話 | 4月18日 | 小峠教官もハマる! 未公開名シーンSP          | 静谷和典（マスター・オブ・ウイスキー） 岩崎泰三（コーヒージャーナリスト）            | 夕刻ロベル ベルモンド・バンデラス シマハイイロギツネ 黄花はてな | 第19・28話未公開集 翌週4月25日は『ZEROBASEONEの目指せNO.1』の放送のため休止                                  |
| 第37話 | 5月2日  | 奥深いチーズの謎を解明せよ!                 | 村瀬美幸（フロマジェ）                                                               | ルルン・ルルリカ 神楽すず                                       | |
| 第38話 | 5月9日  | ハーゲンダッツの謎を解明せよ!               | 橋本千瑛（ハーゲンダッツジャパンマーケティング本部）                                 | 狼森メイ ヤマトイオリ                                           | |
| 第39話 | 5月16日 | ハーゲンダッツの謎を解明せよ! 延長戦        | 橋本千瑛（ハーゲンダッツジャパンマーケティング本部）                                 | 狼森メイ ヤマトイオリ                                           | |
| 第40話 | 5月23日 | 革の謎を解明せよ!                           | 山口明宏（山口産業）                                                                 | 瀬島るい 富士葵                                                 | 翌週5月30日は『東京タワー アナザーストーリー』の特番のため休止                                               |
| 第41話 | 6月6日  | 革の謎を解明せよ!延長戦                     | 山口明宏（山口産業）                                                                 | 瀬島るい 富士葵                                                 | |
| 第42話 | 6月13日 | 紅茶の謎を解明せよ!                         | 熊崎俊太郎（ティーブレンダー）                                                       | 千代浦蝶美 宗谷いちか                                           | |
| 第43話 | 6月20日 | 紅茶の謎を解明せよ!延長戦                   | 熊崎俊太郎（ティーブレンダー）                                                       | 千代浦蝶美 宗谷いちか                                           | 翌週6月27日は『My Love Mix-Up!』1話（前編）の放送のため休止                                                  |
| 第44話 | 7月4日  | ボードゲームの謎を解明せよ!                 | 松永直樹（ボードゲームソムリエ）                                                     | 猫汰つな 九楽ライ                                               | |
| 第45話 | 7月11日 | 間取りの謎を解明せよ!                       | 武山侑揮（間取りプランナー）                                                         | 月紫アリア 花京院ちえり                                         | |
| 第46話 | 7月18日 | 間取りの謎を解明せよ!延長戦                 | 武山侑揮（間取りプランナー）                                                         | 月紫アリア 花京院ちえり                                         | 翌週7月25日は『青島くんはいじわる』の特番のため休止                                                          |
| 第47話 | 8月1日  | 小峠教官vs人気VTuber名勝負SP                | 高橋名人 中山貴之（カプコン）                                                        | 舞元啓介 岸堂天真 アルランディス                                | 『超人女子戦士』第99・100話と『謎解き戦士!』第31・32話の総集編                                               |
| 第48話 | 8月8日  | はちみつの謎を解明せよ!                     | 水谷俊介（はちみつマイスター）                                                       | 鷹嶺ルイ 因幡はねる                                             | |
| 第49話 | 8月15日 | 夏にもオススメ! お風呂の入り方徹底解明!     | 早坂信哉（東京都市大学教授）                                                         | 七星みりり ヤマトイオリ                                         | |
| 第50話 | 8月22日 | 未公開大放出SP                              | 水谷俊介（はちみつマイスター） 早坂信哉（東京都市大学教授）                          | 鷹嶺ルイ 因幡はねる 七星みりり ヤマトイオリ                     | 第48・49話未公開集 翌週8月29日は『伝説の頭 翔』の特番のため休止                                              |
| 第51話 | 9月5日  | ヒューマンビートボックスを学べ!             | Kohey（SARUKANI） RUSY（SARUKANI）                                                   | 春雨麗女 柚原いづみ                                             | |
| 第52話 | 9月12日 | ヒューマンビートボックスを学べ! 延長戦      | Kohey（SARUKANI） RUSY（SARUKANI）                                                   | 春雨麗女 柚原いづみ                                             | |
| 第53話 | 9月19日 | 小峠教官vsVTuber 人気ホビーで大激突SP       | 堀川亮（タカラトミー マスターブレーダー） 山崎実（ミニ四駆研究所FORCE LABOオーナー） | 柚原いづみ リクム 加賀美ハヤト                                  | 『謎解き戦士!』第20話と『超人女子戦士』第102話の総集編 この回をもってQuizKnockライターによる副音声解説が終了 |

### 『ガリベンチャーV』
月1で『秋山と映画』、『ホリケンのみんなともだち』が同放送枠内で放送されている。

#### 2024年
| 話数   | 放送日   | サブタイトル                                                                           | コーナー出演                                                                                      | 社ラップ／ＲＯＣＫ本木社員食堂／他                                                | ED                                  | 備考                     |
| ------ | -------- | -------------------------------------------------------------------------------------- | ------------------------------------------------------------------------------------------------- | --------------------------------------------------------------------------------- | ----------------------------------- | ------------------------ |
| 第1話  | 10月2日  | バイきんぐ小峠が会社設立！？謎の新番組がついに始動                                     | 花京院ちえり サルゴリラ（赤羽健壱／児玉智洋）                                                     | 【社ラップ出演】VLOT／Ry-lax                                                      | 不破湊「Violet!?」                  | タイトル改名初回         |
| 第2話  | 10月9日  | 人気企画『秋山と映画』＆人気焼肉チェーン店で新企画！                                   | みちお（トム・ブラウン）                                                                          | おめがシスターズ（おめがレイ／おめがリオ） 竹原慎二／西村瑞樹（バイきんぐ）       | 不破湊「Violet!?」                  | 秋山と映画               |
| 第3話  | 10月16日 | 人気企画『ホリケンのみんなともだち』＆ROCKなシェフが社食の新メニューを考案する新企画！ | 小田祐一郎（だーりんず） ヤマトイオリ                                                             | 【ＲＯＣＫ本木社員食堂】デーモン閣下                                              | 不破湊「Violet!?」                  | ホリケンのみんなともだち |
| 第4話  | 10月30日 | ラッシャー板前の話題スポット中継！人気ラッパーが社歌制作！                             |                                                                                                   | 【WWN出演】ヤーレンズ（出井隼之介／楢原真樹） 【社ラップ出演】SKRYU／WAZGOGG      | 不破湊「Violet!?」                  |                          |
| 第5話  | 11月6日  | 急成長企業成功の秘訣 小峠CEOがランチで調査！ラッシャー板前未来型スポット中継！         | 井口浩之（ウエストランド） 風見くく                                                               |                                                                                   | きみとぴあ!「ハローフェスティバル」 |                          |
| 第6話  | 11月13日 | 人気企画『秋山と映画』＆新企画『うんちく代行サービス』！                               | 花村想太（Da-iCE） きしたかの（岸大将／高野正成） 紅蓮罰まる                                      | 【うんちく代行サービス】今井アンジェリカ／飯田泰之                                | きみとぴあ!「ハローフェスティバル」 | 秋山と映画               |
| 第7話  | 11月20日 | 人気企画『ホリケンのみんなともだち』＆『ROCK本木社員食堂』！                           | 花譜                                                                                              | 【ROCK本木社員食堂】HISASHI（GLAY）                                               | きみとぴあ!「ハローフェスティバル」 | ホリケンのみんなともだち |
| 第8話  | 12月4日  | 人気企画『秋山と映画』＆かっこいい社歌を作れ！『社ラップ』                             |                                                                                                   | 【社ラップ出演】SAM／DJYuno 【WWN出演】ダンビラムーチョ（大原優一／原田フニャオ） | 花譜×星街すいせい「一世風靡         | 秋山と映画               |
| 第9話  | 12月11日 | 人気企画『ホリケンのみんなともだち』＆高校バスケ・ウィンターカップの魅力とは！？       | 篠山竜青（川崎ブレイブサンダース） すみぽん ラブレターズ（溜口佑太朗／塚本直毅） ルルン・ルルリカ |                                                                                   | 花譜×星街すいせい「一世風靡         | ホリケンのみんなともだち |
| 第10話 | 12月18日 | 浅草人気スポット中継＆アーティストが社食メニュー開発『ROCK本木社員食堂』               | 西堀亮（マシンガンズ）／七星みりり                                                                | 【ROCK本木社員食堂】休日課長（ゲスの極み乙女）                                    | 花譜×星街すいせい「一世風靡         |                          |

#### 2025年
| 話数   | 放送日  | サブタイトル                                                           | コーナー出演                                                                                     | 社ラップ／ＲＯＣＫ本木社員食堂／他                                            | ED                                           | 備考                     |
| ------ | ------- | ---------------------------------------------------------------------- | ------------------------------------------------------------------------------------------------ | ----------------------------------------------------------------------------- | -------------------------------------------- | ------------------------ |
| 第11話 | 1月8日  | ラッシャー板前の老舗割烹料理店中継＆かっこいい社歌を作れ！『社ラップ』 |                                                                                                  | 【社ラップ出演】輪入道／DJ WATARAI                                            | 獅子志司 & 春猿火「天照ダウン feat. 春猿火」 |                          |
| 第12話 | 1月15日 | 人気企画『秋山と映画』＆豪華アーティストの衝撃裏話が続々！             | なすなかにし（中西茂樹／那須晃行）／ラパルフェ（尾身智志／都留拓也）／神楽すず                   | 【ROCK本木社員食堂】デーモン閣下／HISASHI（GLAY）／休日課長（ゲスの極み乙女） | 獅子志司 & 春猿火「天照ダウン feat. 春猿火」 | 秋山と映画               |
| 第13話 | 1月22日 | 人気企画『ホリケンのみんなともだち』＆新企画「裏方インタビュー」       | ママタルト／カルロ・ピノ／渡邉崇・栗田智也・長﨑太資・関駿（映画「ありきたりな言葉じゃなくて」） |                                                                               | 獅子志司 & 春猿火「天照ダウン feat. 春猿火」 | ホリケンのみんなともだち |

## 放送局・配信元
| 放送対象地域   | 放送局              | 系列局         | 放送曜日・時間               | 放送期間                                                             | ネット状況 | 備考                    |
| -------------- | ------------------- | -------------- | ---------------------------- | -------------------------------------------------------------------- | ---------- | ----------------------- |
| 関東広域圏     | テレビ朝日（EX）    | テレビ朝日系列 | 金曜 1:26 - 1:56（木曜深夜） | 2019年1月18日 - 2021年3月19日 2022年4月8日 - 9月23日 2023年10月6日 - | 制作局     |                         |
| 香川県・岡山県 | 瀬戸内海放送（KSB） | テレビ朝日系列 | 水曜 0:55 - 1:25（火曜深夜） | 2019年10月25日 - 2021年3月31日                                       | 遅れネット | [ 注釈 10 ] [ 注釈 11 ] |
| 熊本県         | 熊本朝日放送（KAB） | テレビ朝日系列 | 木曜 1:20 - 1:50（水曜深夜） | 2019年10月17日 - 2021年3月29日                                       | 遅れネット | [ 注釈 12 ] [ 注釈 11 ] |
| 沖縄県         | 琉球朝日放送（QAB） | テレビ朝日系列 | 日曜 23:55 - 翌0:25          | 2021年4月4日 - 2021年4月11日                                         | 遅れネット | [ 注釈 13 ]             |

| 放送対象地域 | 放送局                | 系列局         | 放送曜日・時間               | 放送期間                 | 備考        |
| ------------ | --------------------- | -------------- | ---------------------------- | ------------------------ | ----------- |
| 山口県       | 山口朝日放送（yab）   | テレビ朝日系列 | 水曜 0:25 - 0:55（火曜深夜） | 2019年2月 - 10月         | [ 注釈 14 ] |
| 愛媛県       | 愛媛朝日テレビ（eat） | テレビ朝日系列 | 月曜 1:30 - 2:00（日曜深夜） | 2019年3月 - 2020年7月6日 | [ 注釈 15 ] |

単発でのネット局
- 鹿児島県・鹿児島放送（KKB、第38回[13]を金曜深夜、第40話から[14]第43話までを火曜 0:50 - 1:50（月曜深夜）に放送[15]、後者は同時間帯で本来放送している番組『モヤモヤさまぁ〜ず2』（テレビ東京）の遅れネットの一時休止に伴う単発編成のため、2週間連続で2話分まとめて放送）

| 放送対象地域 | 放送局                | 系列局         | 放送曜日・時間               | 放送開始日     | ネット状況 | 備考        |
| ------------ | --------------------- | -------------- | ---------------------------- | -------------- | ---------- | ----------- |
| 関東広域圏   | テレビ朝日（EX）      | テレビ朝日系列 | 日曜 0:35 - 1:00（土曜深夜） | 2021年4月11日  | 制作局     |             |
| 宮城県       | 東日本放送（khb）     | テレビ朝日系列 | 日曜 0:35 - 1:00（土曜深夜） | 2021年4月11日  | 同時ネット |             |
| 福島県       | 福島放送（KFB）       | テレビ朝日系列 | 日曜 0:35 - 1:00（土曜深夜） | 2021年10月10日 | 同時ネット |             |
| 熊本県       | 熊本朝日放送（KAB）   | テレビ朝日系列 | 月曜 0:30 - 0:55（日曜深夜） | 2021年4月19日  | 遅れネット |             |
| 沖縄県       | 琉球朝日放送（QAB）   | テレビ朝日系列 | 木曜 1:10 - 1:40（水曜深夜） | 2021年4月19日  | 遅れネット | [ 注釈 16 ] |
| 岩手県       | 岩手朝日テレビ（IAT） | テレビ朝日系列 | 金曜 0:15 - 0:40（木曜深夜） | 2021年4月23日  | 遅れネット |             |

| 放送対象地域   | 放送局              | 系列局         | 放送曜日・時間               | 放送期間                      | 備考                    |
| -------------- | ------------------- | -------------- | ---------------------------- | ----------------------------- | ----------------------- |
| 山形県         | 山形テレビ（YTS）   | テレビ朝日系列 | 日曜 0:05 - 0:30（土曜深夜） | 2021年4月11日 - 9月26日       |                         |
| 香川県・岡山県 | 瀬戸内海放送（KSB） | テレビ朝日系列 | 水曜 0:55 - 1:20（火曜深夜） | 2021年4月21日 - 2022年1月30日 | [ 注釈 17 ] [ 注釈 11 ] |

| 配信元               | 更新日時       | 配信期間 | 備考                 |
| -------------------- | -------------- | -------- | -------------------- |
| テレ朝キャッチアップ | 日曜 0:33 更新 | 7日      | 最新回限定で無料配信 |
| TVer                 | 日曜 0:33 更新 | 7日      | 最新回限定で無料配信 |
| GYAO!                | 日曜 0:33 更新 | 7日      | 最新回限定で無料配信 |
| ABEMAビデオ          | 日曜 0:33 更新 | 7日      | 最新回限定で無料配信 |

| 放送対象地域   | 放送局                   | 系列局         | 放送曜日・時間     | 放送期間                      | ネット状況 |
| -------------- | ------------------------ | -------------- | ------------------ | ----------------------------- | ---------- |
| 関東広域圏     | テレビ朝日（EX）         | テレビ朝日系列 | 土曜 18:30 - 18:56 | 2022年10月15日 - 2023年9月2日 | 制作局     |
| 北海道         | 北海道テレビ放送（HTB）  | テレビ朝日系列 | 土曜 18:30 - 18:56 | 2022年10月15日 - 2023年9月2日 | 同時ネット |
| 青森県         | 青森朝日放送（ABA）      | テレビ朝日系列 | 土曜 18:30 - 18:56 | 2022年10月15日 - 2023年9月2日 | 同時ネット |
| 岩手県         | 岩手朝日テレビ（IAT）    | テレビ朝日系列 | 土曜 18:30 - 18:56 | 2022年10月15日 - 2023年9月2日 | 同時ネット |
| 宮城県         | 東日本放送（khb）        | テレビ朝日系列 | 土曜 18:30 - 18:56 | 2022年10月15日 - 2023年9月2日 | 同時ネット |
| 秋田県         | 秋田朝日放送（AAB）      | テレビ朝日系列 | 土曜 18:30 - 18:56 | 2022年10月15日 - 2023年9月2日 | 同時ネット |
| 山形県         | 山形テレビ（YTS）        | テレビ朝日系列 | 土曜 18:30 - 18:56 | 2022年10月15日 - 2023年9月2日 | 同時ネット |
| 福島県         | 福島放送（KFB）          | テレビ朝日系列 | 土曜 18:30 - 18:56 | 2022年10月15日 - 2023年9月2日 | 同時ネット |
| 新潟県         | 新潟テレビ21（UX）       | テレビ朝日系列 | 土曜 18:30 - 18:56 | 2022年10月15日 - 2023年9月2日 | 同時ネット |
| 長野県         | 長野朝日放送（abn）      | テレビ朝日系列 | 土曜 18:30 - 18:56 | 2022年10月15日 - 2023年9月2日 | 同時ネット |
| 静岡県         | 静岡朝日テレビ（SATV）   | テレビ朝日系列 | 土曜 18:30 - 18:56 | 2022年10月15日 - 2023年9月2日 | 同時ネット |
| 石川県         | 北陸朝日放送（HAB）      | テレビ朝日系列 | 土曜 18:30 - 18:56 | 2022年10月15日 - 2023年9月2日 | 同時ネット |
| 中京広域圏     | 名古屋テレビ放送（NBN）  | テレビ朝日系列 | 土曜 18:30 - 18:56 | 2022年10月15日 - 2023年9月2日 | 同時ネット |
| 近畿広域圏     | 朝日放送テレビ（ABC TV） | テレビ朝日系列 | 土曜 18:30 - 18:56 | 2022年10月15日 - 2023年9月2日 | 同時ネット |
| 広島県         | 広島ホームテレビ（HOME） | テレビ朝日系列 | 土曜 18:30 - 18:56 | 2022年10月15日 - 2023年9月2日 | 同時ネット |
| 山口県         | 山口朝日放送（yab）      | テレビ朝日系列 | 土曜 18:30 - 18:56 | 2022年10月15日 - 2023年9月2日 | 同時ネット |
| 香川県・岡山県 | 瀬戸内海放送（KSB）      | テレビ朝日系列 | 土曜 18:30 - 18:56 | 2022年10月15日 - 2023年9月2日 | 同時ネット |
| 愛媛県         | 愛媛朝日テレビ（eat）    | テレビ朝日系列 | 土曜 18:30 - 18:56 | 2022年10月15日 - 2023年9月2日 | 同時ネット |
| 福岡県         | 九州朝日放送（KBC）      | テレビ朝日系列 | 土曜 18:30 - 18:56 | 2022年10月15日 - 2023年9月2日 | 同時ネット |
| 長崎県         | 長崎文化放送（ncc）      | テレビ朝日系列 | 土曜 18:30 - 18:56 | 2022年10月15日 - 2023年9月2日 | 同時ネット |
| 熊本県         | 熊本朝日放送（KAB）      | テレビ朝日系列 | 土曜 18:30 - 18:56 | 2022年10月15日 - 2023年9月2日 | 同時ネット |
| 大分県         | 大分朝日放送（OAB）      | テレビ朝日系列 | 土曜 18:30 - 18:56 | 2022年10月15日 - 2023年9月2日 | 同時ネット |
| 鹿児島県       | 鹿児島放送（KKB）        | テレビ朝日系列 | 土曜 18:30 - 18:56 | 2022年10月15日 - 2023年9月2日 | 同時ネット |
| 沖縄県         | 琉球朝日放送（QAB）      | テレビ朝日系列 | 土曜 18:30 - 18:56 | 2022年10月15日 - 2023年9月2日 | 同時ネット |

| 配信元               | 更新日時       | 配信期間 | 備考                 |
| -------------------- | -------------- | -------- | -------------------- |
| テレ朝キャッチアップ | 日曜 0:33 更新 | 7日      | 最新回限定で無料配信 |
| TVer                 | 日曜 0:33 更新 | 7日      | 最新回限定で無料配信 |

| 放送対象地域 | 放送局              | 系列局         | 放送曜日・時間               | 放送期間        | 備考       |
| ------------ | ------------------- | -------------- | ---------------------------- | --------------- | ---------- |
| 関東広域圏   | テレビ朝日（EX）    | テレビ朝日系列 | 木曜 0:15 - 1:20（水曜深夜） | 2024年10月3日 - | 制作局     |
| 長野県       | 長野朝日放送（abn） | テレビ朝日系列 | 木曜 0:15 - 1:20（水曜深夜） | 2024年10月3日 - | 同時ネット |

## 関連番組
- ブイ子のバズっちゃいな! - 2021年3月までは当番組終了後すぐ放送。バラバラ大作戦。2021年4月から木曜 0:15 - 0:45（水曜深夜）へ移動。2021年10月期改編で以下『電脳ワールドワイ動ショー』にリニューアル。
- 電脳ワールドワイ動ショー - 『ノブナカなんなん?』の後番組として土曜 22:25 - 22:55放送。2022年4月期改編で30分拡大・前倒し。同10月期改編で『楽しく学ぶ!世界動画ニュース』にリニューアル。

## Webコンテンツ
テレビ朝日が運営するインターネットテレビ「テレ朝動画」にて、当番組に特化した会員制のWebコンテンツ「私立ガリベン大学」を配信。番組視聴者のための限定動画やライブ動画の配信が行われる。会費は月額550円（税込）。限定動画の前半部分は、当番組の公式YouTubeチャンネルでも無料で配信される。
- ガリベンガーV全校集会 - ガリベンガーVに関する最新情報を配信する。進行は番組スタッフのイトウD（伊藤彰宏）が担当（以下の配信企画も同様）。
- ガリベンガーV特別ゼミ - 各界の専門家とVTuber（基本的に1名）が出演し、過去の番組の振り返りや、さらに深い知識に関する授業を行う。
- 錦鯉渡辺のVTuber広報室 - VTuberのファンである錦鯉の渡辺隆が「広報室長」として出演。ゲストのVTuberを迎え、VTuberの魅力や情報を発信する。

## イベント
- 超人女子戦士 ガリベンガーV 激突!スーパーヒロイン知能大戦（2019年8月24日、豊洲PIT、出演 - 電脳少女シロ、小峠英二、月ノ美兎、本間ひまわり、もこ田めめめ、夜桜たま、水木一郎）[16]
- 超人女子戦士 ガリベンガーV ヒロイン危機一髪!筋肉&妖怪大進撃!!（2020年3月1日、パシフィコ横浜、出演 - 電脳少女シロ、小峠英二、金剛いろは、北上双葉、花京院ちえり、神楽すず、もこ田めめめ、周防パトラ、天神子兎音、燦鳥ノム、キズナアイ、ミライアカリ、ときのそら、富士葵）[17]※新型コロナウイルスの感染拡大を受け、パシフィコ横浜でのリアルイベントは中止、イベント模様は当日にライブ映像で生配信された。
- 超人女子戦士 ガリベンガーV ガリベン納涼祭（2020年9月5日、配信限定イベント、出演 - 電脳少女シロ、小峠英二、北上双葉、天神子兎音、夏色まつり、ピンキーポップヘップバーン、もこ田めめめ、癒月ちょこ）
- みんなのおかげで2周年! 超人女子戦士 ガリベンガーV大感謝祭 VTuberぜんぶ推しSP（2021年4月29日、EX THEATER ROPPONGI、出演 - 電脳少女シロ、小峠英二、樋口楓、える、花京院ちえり、もこ田めめめ、夏色まつり、アキ・ローゼンタール、キズナアイ、ミライアカリ、水木一郎）[18]

## 備考
2019年3月6日・7日に『お願い!ランキング』内で『クイズプレゼンバラエティー Qさま!!』との連動企画を放送。
制作協力で使用されているVRoid Studio（pixiv）による、バーチャルスタジオが2020年夏に公開。